# Leonyid Vasziljevics Szolovjov
Leonyid Vasziljevics Szolovjov (Леони́д Васи́льевич Соловьёв) (Tripoli, 1906. augusztus 19. – Leningrád, 1962. április 9.) orosz író és drámaíró.

## Élete és munkássága
A szíriai Tripoliban (ma Libanon) született, ahol apja a palesztinai pravoszláv közösség iskolái tanfelügyelőjének tanácsadója volt. Újságtudósítóként kezdett (üzbégül) írni a Pravda Vosztoka számára, amely Taskentben jelent meg. Első történetei a közép-ázsiai és a közel-keleti életről szóló cikkekben jelentek meg az újságban.
Első könyve a Lenin a keleti népművészetben (1930) volt, amelyet „a közép-ázsiai forradalom utáni folklórkötetként” írt le. A Fiatalságom könyve és a Naszreddin Hodzsa meséje című filmjeiről ismert. Ez utóbbi a közel-keleti népi hős, Naszreddin meséin alapul.
A második világháború alatt a Fekete-tenger frontjain dolgozott a Krasznij Flot (Vörös Flotta) c. lap tudósítójaként. Számos háborús történetet és forgatókönyvet készített. Szevasztopol ostrománál súlyosan megsebesült
1946-ban Szolovjovot azzal vádolták, hogy összeesküdött terrorcselekmények elkövetésére a szovjet állam ellen. Több Gulag-táborba zárták 1954-ig, amikor is minden vád alól felmentették és szabadon engedték. A Naszreddin Hodzsa meséjének második része Az elvarázsolt herceg alcímmel a Dubravlag nevű mordvinföldi táborban íródott, és 1950 körül készült el. Szabadulása után Szolovjov Leningrádban telepedett le. A Naszreddin Hodzsa meséjének két része először 1956-ban jelent meg együtt, és nagyon kedvező fogadtatásban részesült.
A Naszreddin Hodzsa meséje két regényt tartalmaz: A csendháborító (Возмутитель спокойствия) és Az elvarázsolt herceg (Очарованный принц). Az egész regényt több tucat nyelvre lefordították, köztük törökre, perzsára, hindire, üzbégre és héberre.
Leonyid Szolovjov számos forgatókönyvet is írt, pl. Gogol A köpönyeg című története alapján.

## Díjak
- A Honvédő Háború I. fokozata (1943. november 5.)
- Szevasztopol védelméért emlékérem

## Művei
- Ленин в творчестве народов Востока (Lenin a keleti népművészetben, 1930)
- Кочевье (Nomád, 1932)
- Поход «Победителя» (A "Győztes" kampánya ,1934)
- Грустные и весёлые события в жизни Михаила Озерова (Szomorú és vicces események Mihail Ozerov életében 1938; eredeti címén «Высокое давление»).
- Возмутитель спокойствия (A csendháborító, 1940)
- Большой экзамен (Nagy vizsga, 1943)
- Иван Никулин – русский матрос (Ivan Nyikulin – orosz tengerész, 1943)
- Севастопольский камень (Szevasztopoli kő, 1944)
- Очарованный принц (Az elvarázsolt herceg 1954; teljes kiadás 1966)
- Севастопольский камень (A Szevasztopol kő, 1959)
- Из "Книги юности" (Az Ifjúság könyvéből, 1963)

### Magyarul megjelent
- A csendháborító. Regény; ford. Illyés Gyula, Gutkina Jekaterina; Révai, Budapest, 1943 (Világsikerek)
- Szolovjev Leonid–Vitkovics Viktor: A csendháborító. Naszredin Hodzsa; ford. Gellértné Jekatyerina Gutkina, versford. Illyés Gyula; Magyar-Szovjet Művelődési Társaság, Budapest, 1945 (Szovjet színpad)
- Hét tenger hősei; ford. Papp Józsefné; Dante, Budapest, 1949
- Az elvarázsolt herceg, 1-2.; ford. Gellért György; Magvető, Budapest, 1960 (Vidám könyvek)
- A müezzin fia. Történetek az Ifjúságom regényéből – Kárpáti / Móra, Budapest – Uzsgorod, 1971 · Fordította: Soproni András · Illusztrálta: Kondor Lajos
- Az elvarázsolt herceg – Szépirodalmi, Budapest, 1977 · ISBN 9631509672 · Fordította: Gellért György[6]
- A csendháborító – Móra, Budapest, 1978 · ISBN 9631110818 · Fordította: Jekatyerina Gutkina,[7] Illyés Gyula · Illusztrálta: Csohány Kálmán
- A csendháborító – Európa, Budapest, 1987 · ISBN 963-07-4239-X · Fordította: Jekatyerina Gutkina · Versfordítás: Illyés Gyula · Illusztrálta: Sajdik Ferenc

## Filmforgatókönyvek
- Конец полустанка (Az állomás vége, 1935)
- Насреддин в Бухаре (Naszreddin Buharában, 1943)
- Похождения Насреддина (Naszreddin kalandjai, 1944)
- Я – черноморец (Csernomorec vagyok, 1944)
- Иван Никулин – русский матрос (Ivan Nyikulin – orosz tengerész, 1944)
- Люди голубых рек (Kék folyók népe, 1959)
- Шинель (A köpönyeg, 1959)
- Анафема (Átok, Kuprin története alapján, 1960)

## Fordítás
- Ez a szócikk részben vagy egészben  a   Leonid_Solovyov_(writer) című angol Wikipédia-szócikk fordításán alapul.  Az eredeti cikk szerkesztőit annak laptörténete sorolja fel. Ez a jelzés csupán a megfogalmazás eredetét és a szerzői jogokat jelzi, nem szolgál a cikkben szereplő információk forrásmegjelöléseként.